# Paesi Bassi ai XXI Giochi olimpici invernali
I Paesi Bassi hanno partecipato ai XXI Giochi olimpici invernali, che si sono svolti a Vancouver in Canada dal 12 al 28 febbraio 2010, con una delegazione di 34 atleti. Hanno vinto otto medaglie, quattro delle quali d'oro; sette derivano dal pattinaggio di velocità, mentre Nicolien Sauerbreij ha vinto l'oro nello snowboard, specialità slalom gigante parallelo.

## Medaglie
| Medaglia | Atleta                                    | Sport                   | Evento                             |
| -------- | ----------------------------------------- | ----------------------- | ---------------------------------- |
| Oro      | Sven Kramer                               | Pattinaggio di velocità | 5000 m maschile                    |
| Oro      | Mark Tuitert                              | Pattinaggio di velocità | 1500 m maschile                    |
| Oro      | Ireen Wüst                                | Pattinaggio di velocità | 1500 m femminile                   |
| Oro      | Nicolien Sauerbreij                       | Snowboard               | Slalom gigante parallelo femminile |
| Argento  | Annette Gerritsen                         | Pattinaggio di velocità | 1000 m femminile                   |
| Bronzo   | Laurine van Riessen                       | Pattinaggio di velocità | 1000 m femminile                   |
| Bronzo   | Bob de Jong                               | Pattinaggio di velocità | 10000 m                            |
| Bronzo   | Jan Blokhuijsen Sven Kramer Simon Kuipers | Pattinaggio di velocità | Inseguimento maschile              |

## Bob
| Gara                | Equipaggio                     | Manche 1 | Manche 2 | Manche 3 | Manche 4 | Totale  | Posizione |
| ------------------- | ------------------------------ | -------- | -------- | -------- | -------- | ------- | --------- |
| Bob a due maschile  | Edwin van Calker Sybren Jansma | 52"37    | 52"83    | 52"63    | 52"62    | 3'30"45 | 14        |
| Bob a due femminile | Esme Kamphuis Tine Veenstra    | 53"81    | 53"59    | 54"09    | 53"65    | 3'35"14 | 8         |

L'equipaggio del bob a quattro, formato da Edwin van Calker, Sybren Jansma, Arnold van Calker e Timothy Beck, pur se iscritto, non ha partecipato perché il pilota, Edwin van Calker, non era fiducioso di poter guidare in sicurezza.

## Pattinaggio di velocità
| Gara    | Atleta              | Tempo 1      | Tempo 2      | Totale       | Posizione    |
| ------- | ------------------- | ------------ | ------------ | ------------ | ------------ |
| 500 m   | Jan Bos             | 36"149       | 36"111       | 1'12"26      | 29           |
| 500 m   | Simon Kuipers       | 35"662       | 35"669       | 1'11"33      | 20           |
| 500 m   | Ronald Mulder       | 35"155       | 35"146       | 1'10"30      | 11           |
| 500 m   | Jan Smeekens        | 35"160       | 35"051       | 1'10"21      | 6            |
| 1000 m  | Jan Bos             | 1'10"29      | 1'10"29      | 1'10"29      | 12           |
| 1000 m  | Stefan Groothuis    | 1'09"45      | 1'09"45      | 1'09"45      | 4            |
| 1000 m  | Simon Kuipers       | 1'09"65      | 1'09"65      | 1'09"65      | 6            |
| 1000 m  | Mark Tuitert        | 1'09"48      | 1'09"48      | 1'09"48      | 5            |
| 1500 m  | Stefan Groothuis    | 1'48"03      | 1'48"03      | 1'48"03      | 16           |
| 1500 m  | Sven Kramer         | 1'47"40      | 1'47"40      | 1'47"40      | 13           |
| 1500 m  | Simon Kuipers       | 1'46"76      | 1'46"76      | 1'46"76      | 7            |
| 1500 m  | Mark Tuitert        | 1'45"57      | 1'45"57      | 1'45"57      |              |
| 5000 m  | Jan Blokhuijsen     | 6'26"30      | 6'26"30      | 6'26"30      | 9            |
| 5000 m  | Bob de Jong         | 6'19"02      | 6'19"02      | 6'19"02      | 5            |
| 5000 m  | Sven Kramer         | 6'14"60      | 6'14"60      | 6'14"60      |              |
| 10000 m | Bob de Jong         | 13'06"73     | 13'06"73     | 13'06"73     |              |
| 10000 m | Arjen van der Kieft | 13'33"37     | 13'33"37     | 13'33"37     | 9            |
| 10000 m | Sven Kramer         | squalificato | squalificato | squalificato | squalificato |

| Quarti di finale                                      |         |                                                                 |         |
| Paesi Bassi Jan Blokhuijsen Sven Kramer Simon Kuipers | 3'44"25 | Svezia Joel Eriksson Daniel Friberg Johan Röjler                | 3'46"40 |
| Semifinale                                            |         |                                                                 |         |
| Paesi Bassi Jan Blokhuijsen Sven Kramer Mark Tuitert  | 3'43"11 | Stati Uniti Brian Hansen Chad Hedrick Jonathan Kuck             | 3'42"71 |
| Finale B                                              |         |                                                                 |         |
| Paesi Bassi Jan Blokhuijsen Sven Kramer Simon Kuipers | 3'39"95 | Norvegia Håvard Bøkko Henrik Christiansen Fredrik van der Horst | 3'40"50 |

| Gara   | Atleta              | Tempo 1  | Tempo 2 | Totale   | Posizione |
| ------ | ------------------- | -------- | ------- | -------- | --------- |
| 500 m  | Margot Boer         | 38"511   | 38"365  | 1'16"8 7 | 4         |
| 500 m  | Annette Gerritsen   | 1'37"952 | 38"709  | 2'16"66  | 35        |
| 500 m  | Thijsje Oenema      | 38"892   | 38"869  | 1'17"76  | 15        |
| 500 m  | Laurine van Riessen | 39"302   | 38"845  | 1'18"15  | 19        |
| 1000 m | Margot Boer         | 1'16"94  | 1'16"94 | 1'16"94  | 6         |
| 1000 m | Annette Gerritsen   | 1'16"58  | 1'16"58 | 1'16"58  |           |
| 1000 m | Laurine van Riessen | 1'16"72  | 1'16"72 | 1'16"72  |           |
| 1000 m | Ireen Wüst          | 1'17"28  | 1'17"28 | 1'17"28  | 8         |
| 1500 m | Margot Boer         | 1'58"10  | 1'58"10 | 1'58"10  | 4         |
| 1500 m | Annette Gerritsen   | 1'58"46  | 1'58"46 | 1'58"46  | 7         |
| 1500 m | Laurine van Riessen | 1'59"79  | 1'59"79 | 1'59"79  | 17        |
| 1500 m | Ireen Wüst          | 1'56"89  | 1'56"89 | 1'56"89  |           |
| 3000 m | Renate Groenewold   | 4'11"25  | 4'11"25 | 4'11"25  | 10        |
| 3000 m | Diane Valkenburg    | 4'11"71  | 4'11"71 | 4'11"71  | 11        |
| 3000 m | Ireen Wüst          | 4'08"09  | 4'08"09 | 4'08"09  | 7         |
| 5000 m | Jorien Voorhuis     | 7'13"27  | 7'13"27 | 7'13"27  | 10        |
| 5000 m | Elma de Vries       | 7'16"68  | 7'16"68 | 7'16"68  | 11        |

| Quarti di finale                                          |                    |                                                                   |         |
| Paesi Bassi Renate Groenewold Diane Valkenburg Ireen Wüst | 3'03"38            | Germania Daniela Anschütz-Thoms Stephanie Beckert Anni Friesinger | 3'01"95 |
| Finale C                                                  |                    |                                                                   |         |
| Paesi Bassi Diane Valkenburg Jorien Voorhuis Ireen Wüst   | 3'02"04 (6º posto) | Canada Kristina Groves Christine Nesbitt Brittany Schussler       | 3'01"41 |

## Short track
| Gara   | Atleta          | Batterie | Batterie | Quarti di finale | Quarti di finale | Semifinali | Semifinali | Finale | Finale |
| Gara   | Atleta          | Tempo    | Pos.     | Tempo            | Pos.             | Tempo      | Pos.       | Tempo  | Pos.   |
| ------ | --------------- | -------- | -------- | ---------------- | ---------------- | ---------- | ---------- | ------ | ------ |
| 500 m  | Niels Kerstholt | 42"180   | 2        | 42"128           | 4                |            |            |        |        |
| 500 m  | Sjinkie Knegt   | 44"448   | 4        |                  |                  |            |            |        |        |
| 1000 m | Sjinkie Knegt   | 1'25"449 | 2        | 1'26"176         | 3                |            |            |        |        |
| 1500 m | Niels Kerstholt |          |          | 2'46"222         | 5                | 2'16"352   | 7          |        |        |
| 1500 m | Sjinkie Knegt   |          |          | 2'14"862         | 2                | 2'13"870   | 6          |        |        |

| Gara             | Atleta                                                                           | Batterie     | Batterie     | Quarti di finale | Quarti di finale | Semifinali | Semifinali | Finale   | Finale |
| Gara             | Atleta                                                                           | Tempo        | Pos.         | Tempo            | Pos.             | Tempo      | Pos.       | Tempo    | Pos.   |
| ---------------- | -------------------------------------------------------------------------------- | ------------ | ------------ | ---------------- | ---------------- | ---------- | ---------- | -------- | ------ |
| 500 m            | Annita van Doorn                                                                 | 44"751       | 3            |                  |                  |            |            |          |        |
| 500 m            | Liesbeth Mau Assam                                                               | 45"135       | 4            |                  |                  |            |            |          |        |
| 500 m            | Jorien ter Mors                                                                  | 45"120       | 3            |                  |                  |            |            |          |        |
| 1000 m           | Annita van Doorn                                                                 | 1'31"516     | 2            | 1'32"067         | 3                |            |            |          |        |
| 1000 m           | Liesbeth Mau Assam                                                               | squalificata | squalificata |                  |                  |            |            |          |        |
| 1000 m           | Jorien ter Mors                                                                  | squalificata | squalificata |                  |                  |            |            |          |        |
| 3000 m staffetta | Liesbeth Mau Assam Jorien Ter Mors Annita van Doorn Maaike Vos Sanne van Kerkhof |              |              |                  |                  | 4'16"520   | 3          | 4'16"120 | 4      |

## Snowboard
| Gara              | Atleta           | Qualificazioni | Qualificazioni | Semifinali | Semifinali | Finale    | Finale    |
| Gara              | Atleta           | Punteggio      | Pos.           | Punteggio  | Pos.       | Punteggio | Posizione |
| ----------------- | ---------------- | -------------- | -------------- | ---------- | ---------- | --------- | --------- |
| Halfpipe maschile | Dolf van der Wal | 14,5           | 18             |            |            |           |           |

| Gara                        | Atleta              | Qualificazioni | Qualificazioni | Ottavi        | Ottavi | Quarti        | Quarti | Semifinale    | Semifinale | Finale        | Finale |
| --------------------------- | ------------------- | -------------- | -------------- | ------------- | ------ | ------------- | ------ | ------------- | ---------- | ------------- | ------ |
| Gigante parallelo femminile | Nicolien Sauerbreij | 1'23"18        | 2              | N. Sauerbreij |        | N. Sauerbreij |        | N. Sauerbreij |            | N. Sauerbreij |        |
| Gigante parallelo femminile | Nicolien Sauerbreij | 1'23"18        | 2              | I. Laboeck    | +17"98 | C. Riegler    | +0"30  | S. Jörg       | DNF        | Y. Ilyukhina  | +0"23  |